# Maxillaria friderici-caroli
Maxillaria friderici-caroli är en orkidéart som beskrevs av Pedro Ortiz Valdivieso. Maxillaria friderici-caroli ingår i släktet Maxillaria och familjen orkidéer.
Artens utbredningsområde är Colombia. Inga underarter finns listade i Catalogue of Life.